# Kosovo en los Juegos Olímpicos de la Juventud 2018
Kosovo compitió en los Juegos Olímpicos de la Juventud 2018 en Buenos Aires, Argentina, celebrados entre el 6 y el 18 de octubre de 2018. Su delegación estuvo conformada por 5 atletas en 5 disciplinas y obtuvo una medalla de bronce, siendo su primera participación en unos Juegos Olímpicos de la Juventud.

## Medallero
| Medalla       | Oro | Plata | Bronce | Total |
| ------------- | --- | ----- | ------ | ----- |
| Total oficial | 0   | 0     | 1      | 1     |

### Medallistas
El equipo olímpico de Kosovo obtuvo la siguiente medalla:
| Nombre         | Deporte | Competición  |
| -------------- | ------- | ------------ |
| Oro            |         |              |
| Plata          |         |              |
| Bronce         |         |              |
| Erza Muminoviq | Judo    | Hasta 44Kg F |

## Atletismo
El atleta Muhamet Ramadani fue incluido en esta disciplina gracias a una iniciativa de la Asociación Europea de Atletismo.

## Boxeo
Kosovo recibió una invitación del Comité Olímpico Internacional para participar en el torneo de boxeo.
- 60 kg masculino - Erdonis Maliqi[3]

## Judo
Kosovo clasificó a una atleta, basado en su desempeño en el Campeonato de Europa Sub-18.
- 44 kg femenino - Erza Muminovic

## Natación
Kosovo recibió una invitación del IOC para participar en las competiciones de natación.
- 100 m pecho femenino - Melisa Zhdrella[2][3]

## Levantamiento de pesas
Kosovo recibió una cuota del comité tripartito para competir en levantamiento de pesas.
- Eventos masculinos - Bleron Fetaovski[3]